# Crise des réfugiés soudanais de 2023
La crise des réfugiés soudanais de 2023 a débuté en Afrique à la mi-avril 2023 après le déclenchement du conflit soudanais de 2023. Le 12 mai 2023, plus de 200 000 personnes avaient fui le pays,, et plus d'un million avaient été déplacées à l'intérieur du pays,,,,,,. Il s'agissait notamment de diplomates, de citoyens et de ressortissants étrangers de pays tels que la Somalie, l'Érythrée, le Brésil, les États-Unis, le Royaume-Uni, le Kenya et l'Ouganda,,,. Des milliers d'autres personnes auraient été déplacées, principalement des habitants de Khartoum. Le 24 avril 2023, plusieurs pays, dont le Tchad et le Soudan du Sud, ont signalé la présence de plusieurs milliers de civils, certains venus en bus, en voiture ou à pied dans des conditions extrêmement dangereuses.
La grande majorité de ces civils sont entrés dans le pays voisin, le Tchad, l'ONU signalant que la plupart d'entre eux venaient du Darfour et de Khartoum, mais que des milliers d'autres s'étaient déplacés vers d'autres pays. Le 5 mai 2023, The Guardian et l'ONU font état de 30 000 réfugiés au Tchad, 30 000 au Soudan du Sud, 40 000,, en Égypte et au moins 25 000 autres en attente à la frontière, plus de 11 000 personnes (dont 1 400 ressortissants turcs) en Éthiopie et environ 6 000 en République centrafricaine. Plusieurs personnes auraient été bloquées ou déplacées à travers le pays en raison de l'augmentation de la violence et d'une crise humanitaire qui a touché 16 millions de civils dans tout le pays.

## Contexte
Le 15 avril 2023, les FSR lancent une attaque surprise contre plusieurs bases de l'armée soudanaise à travers le pays, y compris dans la capitale Khartoum, et affirment avoir capturé l'aéroport international de Khartoum, l'aéroport de Merowe, l'aéroport d'El Obeid ainsi qu'une base à Soba. Des affrontements entre le FSR et les FAS ont éclaté au palais présidentiel et à la résidence du général al-Burhan, les deux parties revendiquant le contrôle des deux sites. En réponse, les Forces armées soudanaises ont annoncé la fermeture de tous les aéroports du pays et l'armée de l'air soudanaise a mené des frappes aériennes sur les positions des Forces armées soudanaises à Khartoum, des tirs d'artillerie ayant été entendus dans différents quartiers de la ville. Les combats se sont poursuivis au cours des semaines suivantes et se sont étendus à la région du Darfour, qui se remettait d'un conflit interne et d'un génocide au cours des années 2000.

### Réfugiés avant le conflit de 2023
Avant le conflit, des milliers de réfugiés avaient fui le Soudan lors d'anciens conflits, principalement ses guerres civiles ou les guerres au Darfour, laissant au moins 400 000 Soudanais de l'autre côté de la frontière tchadienne et des centaines de milliers d'autres dans les pays voisins tels que le Sud-Soudan et l'Égypte,.

## Mouvements de réfugiés

### Personnes déplacées à l'intérieur du pays
Les Nations unies ont déclaré le 26 avril que les combats au Soudan avaient produit près de 700 000 personnes déplacées à l'intérieur du pays. Des milliers d'habitants ont fui Khartoum à pied ou en voiture vers des régions plus sûres du pays. Certains d'entre eux ont été confrontés à des difficultés telles que la présence de barrages routiers et de vols le long des routes. Le Conseil norvégien pour les réfugiés a déclaré qu'environ 300 réfugiés de Khartoum avaient fui vers le sud-est à El-Gadarif ; 3 000 réfugiés de Khartoum ont fui vers le camp de réfugiés de Tunaydbah, qui accueille déjà 28 000 réfugiés éthiopiens, dans l'est du Soudan, tandis qu'au moins 20 000 ont fui vers Wad Madani ; jusqu'à 30 000 personnes, principalement des réfugiés du Soudan du Sud, ont quitté Khartoum vers le sud, dans l'État du Nil Blanc, qui borde le Soudan du Sud. Jusqu'à 37 000 personnes auraient été déplacées à travers Nyala, la capitale du Darfour du Sud.

### Pays

#### Tchad

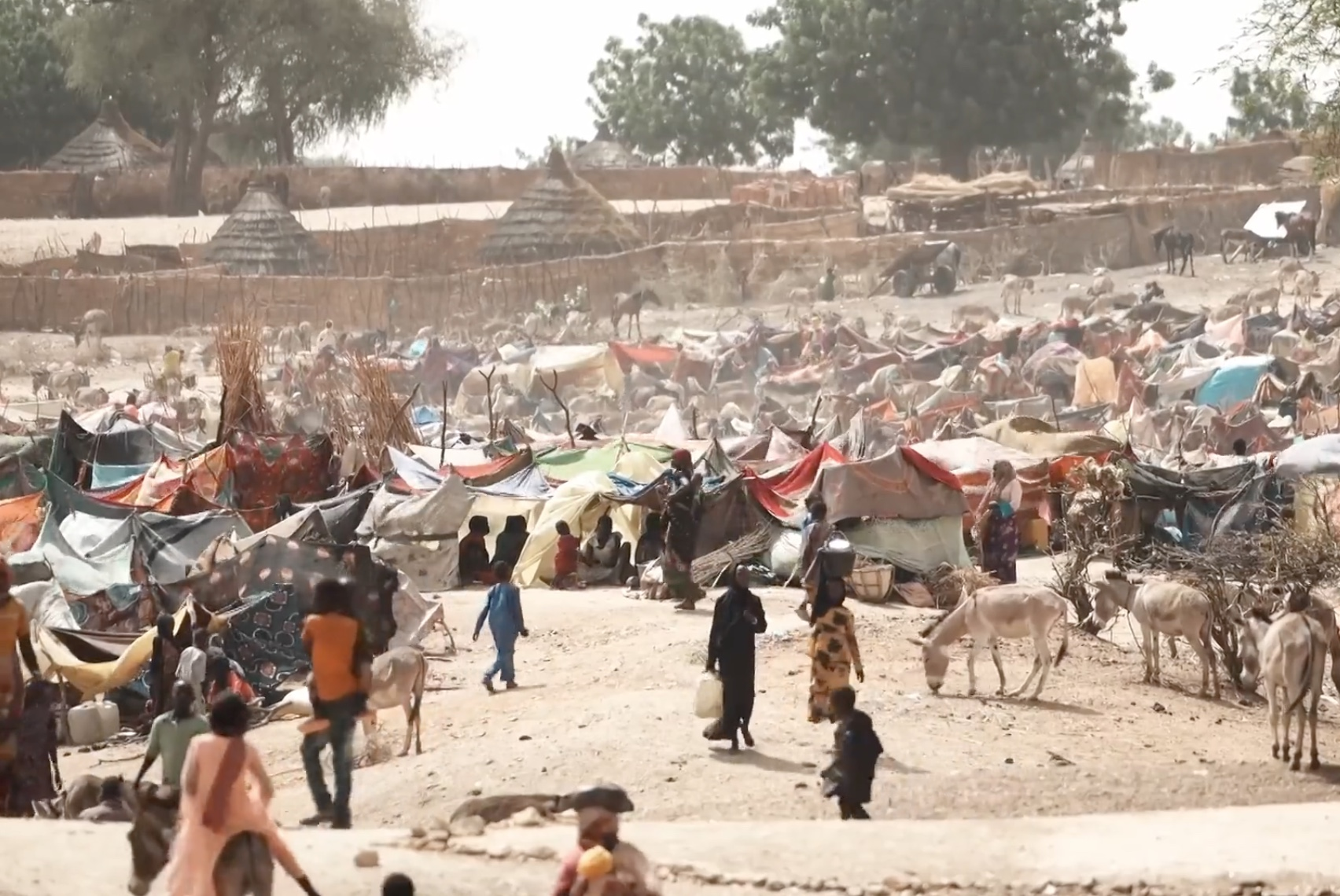
Réfugiés soudanais au Tchad.

Le 15 avril 2023, le Tchad a signalé que des milliers de réfugiés avaient franchi la frontière désormais fermée entre le pays et le Soudan. Les jours suivants, l'ONU a signalé un afflux massif de réfugiés venant principalement du Darfour, soit 20 000 personnes le 19 avril et plus de 60 000 le 12 mai,. L'ONU a annoncé par la suite que les réfugiés manquaient de nourriture et d'abris. Des rapports ont également suggéré que la majorité d'entre eux étaient des femmes et des enfants. 

#### Soudan du Sud
Le 24 avril 2023, le comté de Renk, au Soudan du Sud, a signalé des milliers de réfugiés cherchant à s'abriter dans le pays. Les autorités estiment le nombre de réfugiés à au moins 10 000 personnes, dont les trois quarts sont des Sud-Soudanais qui ont fui le nord pour échapper aux conflits internes et le reste est composé de Soudanais et d'autres ressortissants africains. Les réfugiés sont principalement des femmes et des enfants qui n'ont pas les moyens de subvenir à leurs besoins de base. Les autorités ont fait état de 6 500 personnes le 22 avril, de 3 000 personnes le 23 avril et d'au moins 500 personnes le 24 avril, de plusieurs Sud-Soudanais, Soudanais, Ougandais, Kenyans, Érythréens et Somaliens. Le 4 mai, le nombre de réfugiés était passé à 30 000. Les Nations unies ont déclaré qu'elles s'attendaient à ce qu'un total combiné de 270 000 réfugiés passe au Soudan du Sud et au Tchad.

#### Égypte
Le 23 avril 2023, des centaines de civils sont arrivés à la frontière égyptienne, principalement dans des bus, la plupart d'entre eux étant des femmes et des enfants qui avaient fui des villes déchirées par la guerre. Ces personnes se voient accorder l'asile et l'Égypte exhorte les civils à se rendre à son poste frontière terrestre de Wadi Halfa ou à Port-Soudan pour y être évacués ou mis en sécurité,. L'Égypte déclare que 42 300 personnes, dont 40 000 Soudanais, sont entrées dans le pays en provenance du Soudan. Ce nombre passe à 64 000 le 9 mai. Deux camps gérés par le Croissant-Rouge sont mis en place pour fournir de l'aide aux réfugiés.

#### Autres pays
Plus de 11 000 personnes ont fui vers l'Éthiopie, dont 1 400 ressortissants turcs. Environ 6 000 personnes ont fui vers la République centrafricaine. Environ 3 000 personnes ont été évacuées vers le Djibouti.

## Controverse
Les missions diplomatiques opérant au Soudan ont été critiquées pour leur lenteur à aider les demandeurs de visa soudanais dont les passeports ont été laissés dans les ambassades après leur fermeture lors des opérations d'évacuation, les empêchant ainsi de quitter le pays.
Le 7 mai 2023, le Guardian a rapporté que des centaines de réfugiés érythréens avaient été emmenés dans des camps situés près de la frontière entre l'Érythrée et le Soudan. Plusieurs civils érythréens ont déclaré que l'armée érythréenne avait ramené de force plusieurs civils dans le pays. Certaines des personnes détenues seraient des activistes ayant fui la dictature du président Isaias Afwerki et la conscription dans l'armée. 95 personnes ont été envoyées de force en prison avec de lourdes peines à la clé, dont huit femmes.